# Đình Ruối
Đình Ruối là một công trình kiến trúc văn hóa truyền thống của Việt Nam, tọa lạc tại thôn Ngọc Chuế, xã Yên Nghĩa, huyện Ý Yên, tỉnh Nam Định. Đình nguyên là đền Kiến Quốc, thờ bà Lương Thị Minh Nguyệt và chồng là ông Đinh Tuấn, là những người có công lớn giúp quân Lam Sơn hạ thành Cổ Lộng. Đình được Nhà nước Việt Nam xếp hạng di tích lịch sử cấp quốc gia.

## Phúc thần
Từ thành phố Nam Định đi theo Quốc lộ 10 đến ga Cát Đằng rẽ phải đến Phố Cháy - trung tâm của huyện Ý Yên, đi tiếp theo đường 57 đến cầu Bo tiếp tục rẽ phải sẽ đến đình Ruối. Đình thờ bà Lương Thị Minh Nguyệt, người làng Chuế Cầu, cùng chồng là Đinh Tuấn, mở quán rượu gần thành Cổ Lộng, thu thập tin tức của quân Minh đang đóng trong thành, góp công lớn giúp quân Lam Sơn hạ thành vào năm 1247. Sau khi thủ lĩnh Lam Sơn là Lê Lợi lên ngôi Hoàng đế, đã phong tước danh cho bà là Kiến Quốc Trinh Liệt Phu nhân; ban cho ông Đinh Tuấn chồng bà tước danh Kiến Quốc Trung Dũng Công thần, đồng thời ban cho 200 mẫu ruộng tốt để làm ăn sinh sống. Năm Quý Sửu (1433), hai ông bà qua đời; vua Lê Thái Tổ sai quân về tang chế theo tước Vương, phong làm Nhị vị Phúc thần, sau đó cho lập đền thờ Kiến Quốc (dân gian gọi là đền Ruối), ở làng Ngọc Chuế để thờ ông bà, ban 100 mẫu ruộng tốt dâng vào việc tế tự. Đến đời Lê Thánh Tông, vua cho tu sửa lại đền Kiến Quốc, trong đó khắc đôi câu đối nổi tiếng: "Thiên cổ danh truyền thần nữ tướng;Ức niên trách nhuận cố hương nhân" và truyền Tiến sĩ Lê Tung (khoa Giáp Thìn, niên hiệu Hồng Đức) viết bài minh, ghi công đức bà Kiến Quốc, trong đó có câu: "Vĩ tai liệt phụ; Khí hùng vạn binh!". Đến đời vua Thành Thái, năm thứ 13 (1902), đền được đại trùng tu thành đình.

## Kiến trúc
Tiền đường đình Ruối gồm 5 gian với 4 bộ vì làm theo kiểu chồng rường giá chiêng. Gánh đỡ 4 bộ vì là 24 cây cột bằng gỗ lim đều có đường kính 0,4m. Hệ thống vì kèo, các xà nách nghé bẩy chạm khắc công phu với các đề tài tứ linh, tứ quý. Xà dọc tại gian giữa được chạm lưỡng long chầu nguyệt có những lớp đao mác nhiều tầng tiêu biểu của phong cách nghệ thuật thời Hậu Lê thế kỷ XVII - XVIII.
Hậu cung gồm 4 gian được ngăn cách với bên ngoài bằng một hệ thống cửa. Vì kèo phía trên làm kiểu chồng rường. Tất cả các con rường chạm khắc công phu chủ yếu là họa tiết hình rồng tạo sự uy nghiêm, linh thiêng cho nơi đặt ngai và bài vị vợ chồng Kiến quốc phu nhân.

## Lễ hội
Lễ hội đình Ruối được tổ chức vào ngày 24;25 tháng 11 âm lịch hàng năm, dân làng Ngọc Chuế (là là 8 thôn Ngọc Chuế, Thanh Khê, Trung Cầu, Nha Cầu, Cổ Liêu, Nhân Nghĩa; Trung Cầu và An Liêu trong xã Yên Nghĩa) tổ chức. Lễ hội gồm các Lễ yên vị nhà thờ tổ; Lễ rước bánh vưng lên đền; Lễ Chiếu văn; Lễ rước Thánh về đình; Lễ dâng hương... Đặc biệt, trong đó lễ hội rước Thánh về đình được tổ chức long trọng, đi trước gồm có kiệu ông do 6 nam khiêng, còn kiệu bà do 6 nữ khiêng. Theo sau là 6 kiệu thờ thành hoàng làng của các thôn. Các tế phẩm dâng lên hai đức thánh gồm các loại bánh vưng, bánh mật, bánh gai, mía, cam... tượng trưng cho những đồ ăn mà bà Nguyệt Nương từng bán cho quân Minh để dò la tin tức của quân Minh. Trước đây, lễ hội đền Kiến Quốc thường diễn ra 5 ngày. Những năm gần đây, lễ hội được tổ chức trong vòng 3 ngày.